# 伯恩 (林肯郡)
伯恩（Bourne）是英格蘭林肯郡的一個城鎮和民政教區。當地的主要地標有布恩教堂。在2011年，布恩有人口13,961人。布恩是一個重要的甜菜產地。